# Borja García
Borja García (ur. 15 grudnia 1982 roku w Walencji) – hiszpański kierowca wyścigowy.

## Kariera

### Formuła Toyota
Hiszpan karierę rozpoczął w roku 1998, od startów w kartingu. W 2000 roku przeszedł do wyścigów samochodów jednomiejscowych, debiutując w Hiszpańskiej Formule Toyota 1300. Już w pierwszym podejściu sięgnął w niej po tytuł mistrzowski, zwyciężając w czterech wyścigach.

### World Series by Nissan
W roku 2001 Borja awansował do serii World Series by Nissan. Stanąwszy w niej raz na podium, został sklasyfikowany na 10. miejscu. W kolejnym sezonie przeniósł się do Formuły Nissan 2000. W ciągu czternastu wyścigów, sześciokrotnie meldował się w pierwszej trójce, z czego dwukrotnie na najwyższym stopniu. Ostatecznie zmagania zakończył na 3. pozycji.

### Formuła 3
W latach 2002–2004 Garcia brał udział w Hiszpańskiej Formule 3 (reprezentował ekipę Racing Engineering). Po dwukrotnym zajęciu trzeciego miejsca w klasyfikacji generalnej, w ostatnim roku startów zdominował rywalizację, zwyciężając w dziewięciu z czternastu wyścigów. Hiszpan wziął udział również w jednej rundzie Formuły Lliure. Okazał się najlepszy, jednakże nie był liczony do ogólnej punktacji.

### Seria GP2
Dzięki sukcesom w hiszpańskiej F3, Borja dostał szansę startów w hiszpańskiej stajni, w bezpośrednim przedsionku Formuły 1 – serii GP2. W pierwszym roku startów pięciokrotnie dojeżdżał na punktowanych lokatach, dwukrotnie przy tym stając na podium (w sobotnich zmaganiach, w Turcji, zajął trzecie miejsce, natomiast w niedzielnym wyścigu, w Belgii, był drugi). Ostatecznie został sklasyfikowany na 14. pozycji.
W sezonie 2007 przeniósł się do włoskiej stajni Durango. W ciągu dwudziestu jeden wyścigów, dziewięciokrotnie sięgał po punkty, na najlepszym uzyskując dwukrotnie czwartą lokatę (w sprintach, na torze Sakhir oraz Ricardo Tormo). Zdobyte punkty pozwoliły Garcii w zajęciu 10. miejsca, w końcowej klasyfikacji.

### World Series by Renault
W 2006 roku startował w barwach ekipy RC Motorsport, w Formule Renault 3.5. Równa i konsekwentna jazda zaowocowała tytułem wicemistrzowskim, z zaledwie pięcioma punktami straty do triumfatora Alxa Danielssona. W ciągu sezonu siedmiokrotnie stawał na podium, w tym raz na najwyższym stopniu (w drugim wyścigu, w Belgii).
Dwa lata później wystartował w trzech pierwszych eliminacjach, ponownie reprezentując włoski zespół. Biorąc udział w pięciu wyścigach, tylko w jednym sięgnął po punkty, zajmując szóste miejsce w inauguracyjnym wyścigu, na włoskim torze Monza. Zdobyte punkty dały mu w ogólnej punktacji 24. lokatę.

### Formuła Atantic
W sezonie 2009 ścigał się w amerykańskiej serii Formuła Atlantic. Wystąpiwszy w dziesięciu wyścigach, zmagania zakończył na 7. miejscu.

### Superleague Formula
W roku 2008 zadebiutował w nowo powstałej serii Superleague Formula. Reprezentując hiszpański klub Sevilla FC (zespół GTA Motor Competición), raz sięgnął po zwycięstwo, odnosząc je podczas niedzielnej rywalizacji, na obiekcie Donington Park. Ostatecznie został sklasyfikowany na 10. pozycji.
W 2010 roku wystąpił w pierwszych pięciu rundach, ścigając się dla portugalskiego klubu Sporting CP (ekipa Atech GP/Reid Motorsport). W ciągu dziesięciu wyścigów, osiem razy zdobył punkty, na najlepszym dwukrotnie uzyskując piątą pozycję. W ten też sposób wspomógł swój zespół w zajęciu 15. miejsca, w generalnej klasyfikacji.

## Wyniki w GP2
| Legenda oznaczeń w tabelach wyników Wyświetl szablon na nowej stronie | Legenda oznaczeń w tabelach wyników Wyświetl szablon na nowej stronie                                                                     |
| Oznaczenie                                                            | Wyjaśnienie |
| --------------------------------------------------------------------- | --- |
| Złoty                                                                 | Zwycięzca lub mistrzostwo |
| Srebrny                                                               | 2. miejsce lub wicemistrzostwo |
| Brązowy                                                               | 3. miejsce lub II wicemistrzostwo |
| Zielony                                                               | Ukończył, punktował (w klasyfikacji generalnej, gdy zdobył co najmniej jeden punkt na przestrzeni sezonu, poza trzema powyższymi opcjami) |
| Niebieski                                                             | Ukończył, nie punktował (w klasyfikacji generalnej, gdy nie zdobył co najmniej jednego punktu na przestrzeni sezonu)                      |
| Czerwony                                                              | Nie zakwalifikował się (NZ) |
| Czerwony                                                              | Nie prekwalifikował się (NPK) |
| Różowy                                                                | Nie ukończył (NU) |
| Różowy                                                                | Niesklasyfikowany (NS) (w klasyfikacji generalnej, gdy nie został sklasyfikowany w żadnym wyścigu sezonu)                                 |
| Czarny                                                                | Zdyskwalifikowany (DK) |
| Czarny                                                                | Wykluczony (WYK/EX) |
| Biały                                                                 | Nie wystartował (NW) |
| Biały                                                                 | Kontuzjowany (K/INJ) |
| Biały                                                                 | Wyścig odwołany (OD/C) |
| Bez koloru                                                            | Został wycofany (WYC/WD) |
| Bez koloru                                                            | Nie przybył (NP/DNA) |
| Bez koloru                                                            | Nie brał udziału w treningach (NT/DNP) |
| Bez koloru                                                            | Nie został zgłoszony (–) |
| Pogrubienie                                                           | Start z pole position |
| Kursywa                                                               | Najszybsze okrążenie wyścigu |
| †                                                                     | Nie ukończył, ale jego rezultat został zaliczony ze względu na przejechanie więcej niż 90% dystansu wyścigu.                              |
| *                                                                     | Sezon w trakcie |
| 1/2/3                                                                 | Punktowana pozycja w sprincie kwalifikacyjnym                                                                                             |
| Lista systemów punktacji Formuły 1                                    | |

| Rok  | Zespół             | Wyniki w poszczególnych eliminacjach | Wyniki w poszczególnych eliminacjach | Wyniki w poszczególnych eliminacjach | Wyniki w poszczególnych eliminacjach | Wyniki w poszczególnych eliminacjach | Wyniki w poszczególnych eliminacjach | Wyniki w poszczególnych eliminacjach | Wyniki w poszczególnych eliminacjach | Wyniki w poszczególnych eliminacjach | Wyniki w poszczególnych eliminacjach | Wyniki w poszczególnych eliminacjach | Wyniki w poszczególnych eliminacjach | Wyniki w poszczególnych eliminacjach | Wyniki w poszczególnych eliminacjach | Wyniki w poszczególnych eliminacjach | Wyniki w poszczególnych eliminacjach | Wyniki w poszczególnych eliminacjach | Wyniki w poszczególnych eliminacjach | Wyniki w poszczególnych eliminacjach | Wyniki w poszczególnych eliminacjach | Wyniki w poszczególnych eliminacjach | Wyniki w poszczególnych eliminacjach | Wyniki w poszczególnych eliminacjach | Punkty | Pozycja |
| ---- | ------------------ | ------------------------------------ | ------------------------------------ | ------------------------------------ | ------------------------------------ | ------------------------------------ | ------------------------------------ | ------------------------------------ | ------------------------------------ | ------------------------------------ | ------------------------------------ | ------------------------------------ | ------------------------------------ | ------------------------------------ | ------------------------------------ | ------------------------------------ | ------------------------------------ | ------------------------------------ | ------------------------------------ | ------------------------------------ | ------------------------------------ | ------------------------------------ | ------------------------------------ | ------------------------------------ | ------ | ------- |
| 2005 | Racing Engineering | SMR                                  | SMR                                  | ESP                                  | ESP                                  | MON                                  | NÜR                                  | NÜR                                  | FRA                                  | FRA                                  | GBR                                  | GBR                                  | HOC                                  | HOC                                  | HUN                                  | HUN                                  | TUR                                  | TUR                                  | ITA                                  | ITA                                  | BEL                                  | BEL                                  | BHR                                  | BHR                                  | 17,5   | 14      |
| 2005 | Racing Engineering | NU                                   | 10                                   | NU                                   | 10                                   | 10                                   | NU                                   | EX                                   | NU                                   | 12                                   | 17                                   | 9                                    | 7                                    | 5                                    | 11                                   | NU                                   | 3                                    | 5                                    | NU                                   | 10                                   | 6                                    | 2                                    | 19                                   | 17                                   | 17,5   | 14      |
| 2007 | Durango            | BHR                                  | BHR                                  | ESP                                  | ESP                                  | MON                                  | FRA                                  | FRA                                  | GBR                                  | GBR                                  | DEU                                  | DEU                                  | HUN                                  | HUN                                  | TUR                                  | TUR                                  | ITA                                  | ITA                                  | BEL                                  | BEL                                  | VAL                                  | VAL                                  |                                      |                                      | 28     | 10      |
| 2007 | Durango            | 8                                    | 4                                    | 5                                    | 14                                   | 16                                   | 12                                   | 20                                   | 20                                   | 17                                   | 19                                   | 12                                   | 5                                    | 5                                    | 5                                    | 4                                    | NU                                   | 19                                   | 16                                   | 17                                   | 5                                    | 4                                    |                                      |                                      | 28     | 10      |

## Wyniki w Formule Renault 3.5
| Legenda oznaczeń w tabelach wyników Wyświetl szablon na nowej stronie | Legenda oznaczeń w tabelach wyników Wyświetl szablon na nowej stronie                                                                     |
| Oznaczenie                                                            | Wyjaśnienie |
| --------------------------------------------------------------------- | --- |
| Złoty                                                                 | Zwycięzca lub mistrzostwo |
| Srebrny                                                               | 2. miejsce lub wicemistrzostwo |
| Brązowy                                                               | 3. miejsce lub II wicemistrzostwo |
| Zielony                                                               | Ukończył, punktował (w klasyfikacji generalnej, gdy zdobył co najmniej jeden punkt na przestrzeni sezonu, poza trzema powyższymi opcjami) |
| Niebieski                                                             | Ukończył, nie punktował (w klasyfikacji generalnej, gdy nie zdobył co najmniej jednego punktu na przestrzeni sezonu)                      |
| Czerwony                                                              | Nie zakwalifikował się (NZ) |
| Czerwony                                                              | Nie prekwalifikował się (NPK) |
| Różowy                                                                | Nie ukończył (NU) |
| Różowy                                                                | Niesklasyfikowany (NS) (w klasyfikacji generalnej, gdy nie został sklasyfikowany w żadnym wyścigu sezonu)                                 |
| Czarny                                                                | Zdyskwalifikowany (DK) |
| Czarny                                                                | Wykluczony (WYK/EX) |
| Biały                                                                 | Nie wystartował (NW) |
| Biały                                                                 | Kontuzjowany (K/INJ) |
| Biały                                                                 | Wyścig odwołany (OD/C) |
| Bez koloru                                                            | Został wycofany (WYC/WD) |
| Bez koloru                                                            | Nie przybył (NP/DNA) |
| Bez koloru                                                            | Nie brał udziału w treningach (NT/DNP) |
| Bez koloru                                                            | Nie został zgłoszony (–) |
| Pogrubienie                                                           | Start z pole position |
| Kursywa                                                               | Najszybsze okrążenie wyścigu |
| †                                                                     | Nie ukończył, ale jego rezultat został zaliczony ze względu na przejechanie więcej niż 90% dystansu wyścigu.                              |
| *                                                                     | Sezon w trakcie |
| 1/2/3                                                                 | Punktowana pozycja w sprincie kwalifikacyjnym                                                                                             |
| Lista systemów punktacji Formuły 1                                    | |

| Rok  | Zespół        | Wyniki w poszczególnych eliminacjach | Wyniki w poszczególnych eliminacjach | Wyniki w poszczególnych eliminacjach | Wyniki w poszczególnych eliminacjach | Wyniki w poszczególnych eliminacjach | Wyniki w poszczególnych eliminacjach | Wyniki w poszczególnych eliminacjach | Wyniki w poszczególnych eliminacjach | Wyniki w poszczególnych eliminacjach | Wyniki w poszczególnych eliminacjach | Wyniki w poszczególnych eliminacjach | Wyniki w poszczególnych eliminacjach | Wyniki w poszczególnych eliminacjach | Wyniki w poszczególnych eliminacjach | Wyniki w poszczególnych eliminacjach | Wyniki w poszczególnych eliminacjach | Wyniki w poszczególnych eliminacjach | Punkty | Pozycja |
| ---- | ------------- | ------------------------------------ | ------------------------------------ | ------------------------------------ | ------------------------------------ | ------------------------------------ | ------------------------------------ | ------------------------------------ | ------------------------------------ | ------------------------------------ | ------------------------------------ | ------------------------------------ | ------------------------------------ | ------------------------------------ | ------------------------------------ | ------------------------------------ | ------------------------------------ | ------------------------------------ | ------ | ------- |
| 2006 | RC Motorsport | ZOL                                  | ZOL                                  | MON                                  | TUR                                  | TUR                                  | ITA                                  | ITA                                  | SFR                                  | SFR                                  | DEU                                  | DEU                                  | GBR                                  | GBR                                  | FRA                                  | FRA                                  | ESP                                  | ESP                                  | 109    | 2       |
| 2006 | RC Motorsport | 3                                    | 2                                    | NZ                                   | 2                                    | NU                                   | 4                                    | 17                                   | 4                                    | 1                                    | 2                                    | 6                                    | 6                                    | 3                                    | 11                                   | 3                                    | 23                                   | 9                                    | 109    | 2       |
| 2008 | RC Motorsport | ITA                                  | ITA                                  | BEL                                  | BEL                                  | MON                                  | GBR                                  | GBR                                  | HUN                                  | HUN                                  | DEU                                  | DEU                                  | FRA                                  | FRA                                  | PRT                                  | PRT                                  | ESP                                  | ESP                                  | 5      | 24      |
| 2008 | RC Motorsport | 6                                    | NU                                   | NU                                   | 15                                   | 11                                   | –                                    | –                                    | –                                    | –                                    | –                                    | –                                    | –                                    | –                                    | –                                    | –                                    | –                                    | –                                    | 5      | 24      |